# Pawilon MZK w Toruniu
Pawilon MZK w Toruniu – niewielki pawilon znajdujący się przy alei Jana Pawła II 2 w Toruniu.
Został zbudowany w latach 60. XX wieku. Początkowo w budynku znajdowała się dyspozytornia Miejskiego Przedsiębiorstwa Komunikacji (obecnie Miejski Zakład Komunikacji), jadalnia z zapleczem kuchennym dla pracowników Miejskiego Przedsiębiorstwa Komunikacji, poczekalnia dla pasażerów, kioski Ruchu i Powszechnej Spółdzielni Spożywców. W 1972 roku pawilon przebudowano. Podczas prac wzniesiono nową dyspozytornię. W grudniu 2018 roku budynek wpisano na listę zabytków.
Właścicielem pawilonu jest Gmina Miasta Toruń. W budynku mieszczą się kasy biletowe Miejskiego Zakładu Komunikacji. W lipcu 2023 roku w pawilonie został otwarty lokal gastronomiczny.